# Шахрак-е-Рустай-є-Насер
Шахрак-е-Рустой-є-Насер (перс. شهرک روستایی نصر) — село в Ірані, входить до складу дехестану Дул у Центральному бахші шахрестану Урмія провінції Західний Азербайджан.